# Out tha Mud
Out tha Mud è un singolo del rapper statunitense Roddy Ricch pubblicato il 31 maggio 2019 dalla etichetta discografica Atlantic Records.

## Tracce
1. Out tha Mud – 3:32